# Kanton Mamahuasi
Der Kanton Mamahuasi ist ein Verwaltungsbezirk im Departamento Chuquisaca im südamerikanischen Anden-Staat Bolivien.

## Lage im Nahraum
Der Kanton Mamahuasi ist einer von vierzehn Cantones des Landkreises (bolivianisch: Municipio) Sucre in der Provinz Oropeza und liegt im zentralen westlichen Teil des Landkreises. Es grenzt im Nordosten und Norden an das Municipio Poroma, im Westen an den Kanton Chaunaca, im Südwesten an den Kanton Maragua, und im Süden und Osten an den Kanton San Sebastian.
Der Kanton erstreckt sich zwischen 18° 54' und 19° 04' südlicher Breite und 65° 19' und 65° 24' westlicher Breite, er misst von Norden nach Süden bis zu zwanzig Kilometer und von Westen nach Osten bis zu zehn Kilometer. Der Kanton besteht aus elf Ortschaften (localidades), zentraler Ort ist Mama Huasi mit 66 Einwohnern (Volkszählung 2012) im nördlichen Teil des Kantons.

## Geographie
Der Kanton Mamahuasi liegt östlich des bolivianischen Altiplano am Westrand der Cordillera Central und wird nach Westen hin durch die Cordillera de los Frailes begrenzt. Das Klima ist ein gemäßigtes Höhenklima und ein typisches Tageszeitenklima, bei dem die mittlere Temperaturschwankung im Tagesverlauf stärker ausfällt als im Jahresverlauf.
Die Jahresdurchschnittstemperatur in den Tallagen der Region liegt bei etwa 16 °C (siehe Klimadiagramm Sucre), die Monatsdurchschnittswerte schwanken zwischen 14 °C im Juni/Juli und 17 °C im Oktober/November. Der Jahresniederschlag beträgt etwa 700 mm und weist fünf aride Monate von Mai bis September mit Monatswerten unter 25 mm auf, und eine deutliche Feuchtezeit von Dezember bis Februar mit Monatsniederschlägen zwischen 125 und 150 mm.

## Bevölkerung
Die Einwohnerzahl des Kantons ist in den vergangenen beiden Jahrzehnten leicht angestiegen:
| Jahr | Einwohner | Quelle       |
| ---- | --------- | ------------ |
| 1992 | 676       | Volkszählung |
| 2001 | 693       | Volkszählung |
| 2012 | 747       | Volkszählung |

Aufgrund der historisch gewachsenen Bevölkerungsentwicklung weist die Region einen hohen Anteil an Quechua-Bevölkerung auf, im Municipio Sucre sprechen 61,6 Prozent der Bevölkerung die Quechua-Sprache.

## Gliederung
Der Kanton Mamahuasi gliederte sich bei der letzten Volkszählung von 2012 in die folgenden sechs Unterkantone (vicecantones):
- 01-0101-1300-1 Cajamarca – 1 Ortschaft – 126 Einwohner
- 01-0101-1300-3 Kusillo – 1 Ortschaft – 144 Einwohner
- 01-0101-1300-4 Punilla – 3 Ortschaften – 218 Einwohner
- 01-0101-1300-5 Qhochapata – 2 Ortschaften – 90 Einwohner
- 01-0101-1300-8 Yurubamba – 3 Ortschaft – 103 Einwohner
- 01-0101-1300-9 Mama Huasi – 1 Ortschaft – 66 Einwohner